# Guagno
Guagno (en cors Guagnu) és un municipi francès, situat a la regió de Còrsega, al departament de Còrsega del Sud. L'any 1999 tenia 139 habitants.

## Demografia
| 1962 | 1968 | 1975 | 1982 | 1990 | 1999 |
| ---- | ---- | ---- | ---- | ---- | ---- |
| 268  | 269  | 253  | 242  | 145  | 139  |

## Personatges
- Circinellu, sacerdot resistent contra els francesos
- Théodore Poli, bandit de Guagno.
- Mathieu Flamini, futbolista professional.

## Administració
| Període   | Identitat            | Partit | Qualitat |
| --------- | -------------------- | ------ | -------- |
| 2001-2008 | Jean-Antoine Gaffory |        |          |
| 2008-     | Paul-Joseph Colonna  |        |          |